# Список участников группы Atomic Rooster
Atomic Rooster — британская прогрессив-рок-группа из Лондона, образованная 6 сентября 1969 года. Изначальный [оригинальный] состав группы включал в себя: 

- Клавишника Винсента Крэйна (ex-CWAB)
- Барабанщика Карла Палмера (pre-ELP)
- А также басиста/вокалиста Ника Грэма[1].

## Участники

### Нынешние
| Изображение | Имя                   | Годы               | Инструменты   | Релизы                                                                          |
| ----------- | --------------------- | ------------------ | ------------- | ------------------------------------------------------------------------------- |
|             | Питер Френч           | 1971 2016–н.в      | Ведущий вокал | In Hearing of Atomic Rooster (1971)                                             |
| {{ФЛ}}      | Стивен «Болтз» Болтон | 1971–1972 2016–н.в | Гитара        | Made in England (1972) BBC Radio 1 Live in Concert (1992) Devil's Answer (1998) |
|             | Шуг Миллидж           | 2016-н.в           | Бас-гитара    | Пока никто                                                                      |
|             | Адриан Готри          | 2017-н.в           | клавишные     | Пока никто                                                                      |
|             | Пол Эверетт           | 2020-н.в           | Ударные       | Пока никто                                                                      |

### Бывшие
| Изображение | Имя                          | Годы                              | Инструменты                                                        | Релизы |
| ----------- | ---------------------------- | --------------------------------- | ------------------------------------------------------------------ | --- |
| {{ФЛ}}      | Винни Крейн                  | 1969–1974 1980–1983 (умер в 1989) | Клавишные фортепиано синтезатор синт-бас бэк-вокал вокал ('82—'83) | Все релизы Atomic Rooster |
|             | Карл Палмер                  | 1969-1970                         | Ударные                                                            | Atomic Roooster (1970) Devil's Answer (1998) Live and Raw 70/71 (2000) |
|             | Ник Грэм                     | 1969-1970                         | Бас-гитара вокал                                                   | Atomic Roooster (1970) |
| {{ФЛ}}      | Джон Дю Канн                 | 1970–1971 1980–1982 (умер в 2011) | Гитара вокал                                                       | Atomic Roooster (1970) – на переиздании Death Walks Behind You (1970) In Hearing of Atomic Rooster (1971) Atomic Rooster (1980) Devil's Answer (1998) Live and Raw 70/71 (2000) Live at the Marquee 1980 (2002) |
| {{ФЛ}}      | Рик Парнелл                  | 1970 1971–1974                    | Ударные                                                            | Made in England (1972) Nice 'n' Greasy (1973) BBC Radio 1 Live in Concert (1992) Devil's Answer (1998) |
| {{ФЛ}}      | Пол Хаммонд                  | 1970–1971 1980–1983 (умер в 1992) | Ударные                                                            | Death Walks Behind You (1970) In Hearing of Atomic Rooster (1971) Headline News (1983) Live and Raw 70/71 (2000) Live in Germany 1983 (2000) Live at the Marquee 1980 (2002)                                    |
|             | Крис Фарлоу                  | 1972-1974                         | Вокал                                                              | Made in England (1972) Nice 'n' Greasy (1973) BBC Radio 1 Live in Concert (1992) Devil's Answer (1998) |
|             | Джонни Кандала               | 1972-1974 (умер в 2021)           | Гитара                                                             | Nice 'n' Greasy (1973) |
|             | Сэм «Кот Том» Сэмпсон        | 1974-1975                         | Вокал                                                              | никто |
|             | Энди «Змеиное Бедро» Джонсон | 1974-1975 (умер в 2010)           | Гитара                                                             | никто |
|             | Денни «Панчо» Барнс          | 1974-1975                         | Гитара                                                             | никто |
|             | Боб «Собака» Ренни           | 1974-1975                         | Бас-гитара                                                         | никто |
|             | Ли Бакстер Хейс              | 1974-1975                         | Ударные                                                            | никто |
|             | Престон Хейман               | 1980                              | Ударные                                                            | Atomic Rooster (1980) |
|             | Джинджер Бейкер              | 1980 (умер в 2019)                | Ударные                                                            | никто |
|             | Мик Хоксворд                 | 1982                              | Бас-гитара                                                         | никто |
|             | Джон МакКой                  | 1982-1983                         | Бас-гитара                                                         | никто |
|             | Берни Торме́                  | 1983 (умер в 2019)                | Гитара                                                             | Headline News (1983) Live in Germany 1983 (2000) |
|             | Джон Мацаролли               | 1983                              | Гитара                                                             | Headline News (1983) |
|             | Кристиан Мадден              | 2016-2017                         | Клавишные                                                          | никто |
|             | Бо «Богди» Уолш              | 2016-2020                         | ударные                                                            | никто |

## Составы
За всё существование группы, сменилось 20 составов:
| Период                                        | Составы | Релизы                                     |
| --------------------------------------------- | --- | ------------------------------------------ |
| 6 сентября 1969 — весна 1970                  | - Ник Грэм — бас-гитара, вокал - Винни Кран — клавишные, бэк-вокал - Карл Палмер — ударные                                                                                    | - Atomic Roooster (1970)                   |
| Апрель — начало лета 1970                     | - Джон Дю Канн — гитара, вокал - Винни Кран — клавишные, синт-бас, бэк-вокал - Карл Палмер — ударные                                                                          | - никто                                    |
| Начало лета 1970                              | - Джон Дю Канн- гитара, вокал - Винни Кран — клавишные, синт-бас, бэк-вокал - Рик Парнелл — ударные                                                                           | - никто                                    |
| Лето 1970—1971                                | - Джон Дю Канн — гитара, вокал - Винни Кран — клавишные, синт-бас, бэк-вокал - Пол Хаммонд — ударные                                                                          | - Death Walks Behind You (1970)            |
| Начало лета — осень 1971                      | - Пит Френч — ведущий вокал - Джон Дю Канн — гитара, бэк-вокал - Винни Кран — клавишные, синт-бас, бэк-вокал - Пол Хаммонд — ударные                                          | - In Hearing of Atomic Rooster (1971)      |
| Осень 1971 — зима 1972                        | - Винни Кран — клавишные, синт-бас, ведущий вокал - Стивен Болтон — гитара - Рик Парнелл — ударные                                                                            | - никто                                    |
| Зима — конец 1972                             | - Крис Фарлоу — ведущий вокал - Стивен Болтон — гитара - Винни Кран — клавишные, синт-бас, бэк-вокал - Рик Парнелл — ударные                                                  | - Made in England (1972)                   |
| Конец 1972 — весна 1974                       | - Крис Фарлоу — вокал - Джонни Кандала — гитара - Винни Кран — клавишные, синт-бас, бэк-вокал - Рик Парнелл — ударные                                                         | - Nice 'n' Greasy (1973)                   |
| Весна 1974                                    | - Винни Кран — клавишные, синт-бас, ведущий вокал | - никто                                    |
| 1974 — весна 1975                             | - Сэм Сэмпсон — вокал - Энди Джонсон — гитара - Дэнни Барнс — вторая гитара - Винни Кран — клавишные, бэк-вокал - Боб «Собака» Ренни — бас-гитара - Ли Бакстер Хейс — ударные | - никто                                    |
| Группа неактивна с весны 1975 — середины 1980 | |                                            |
| Середина 1980 — осень 1980                    | - Джон Дю Канн — гитара, вокал - Винни Кран — клавишные, синт-бас, бэк-вокал - Престон Хейман— ударные                                                                        | - Никто                                    |
| Осень 1980                                    | - Джон Дю Канн — гитара, вокал - Винни Кран — клавишные, синт-бас, бэк-вокал - Джинджер Бейкер — ударные                                                                      | - Никто                                    |
| Осень 1980 — 1982                             | - Джон Дю Канн — гитара, вокал - Винни Кран — клавишные, синт-бас, бэк-вокал - Пол Хаммонд — ударные                                                                          | - Никто                                    |
| 1982 — лето 1982                              | - Винни Кран — клавишные, ведущий вокал - Мик Хоксворд — бас-гитара - Пол Хаммонд — ударные                                                                                   | - Никто                                    |
| Лето 1982 — зима 1983                         | - Винни Кран — клавишные, ведущий вокал - Джон МакКой — бас-гитара - Пол Хаммонд — ударные                                                                                    | - Никто                                    |
| Зима 1983—1983                                | - Винни Кран — клавишные, ведущий вокал - Берни Торме́ — гитара - Пол Хаммонд — ударные                                                                                        | - Headline News (треки 5, 6, 8, 11) (1983) |
| 1983                                          | - Винни Кран — клавишные, ведущий вокал - Джон Мицаролли — гитара - Пол Хаммонд — ударные                                                                                     | - Headline News (треки 2, 3, 10) (1983)    |
| Группа неактивна с 1983—2016                  | |                                            |
| 2016 — лето 2017                              | - Питер Френч — ведущий вокал - Стивен Болтон — гитара - Шуг Миллидж — бас-гитара - Кристиан Мадден — клавишные - Бо «Богди» Уолш — ударные                                   | - никто                                    |
| Лето 2017—2020                                | - Питер Френч — ведущий вокал - Стивен Болтон — гитара - Шуг Миллидж — бас-гитара - Адриан Готри — клавишные - Бо «Богди» Уолш — ударные                                      | - никто                                    |
| 2020 — наше время                             | - Питер Френч — ведущий вокал - Стивен Болтон — гитара - Шуг Миллидж — бас-гитара - Адриан Готри — клавишные - Пол Эверетт — ударные                                          | - никто                                    |